# Arturo Andrés Roig
Arturo Andrés Roig (Mendoza, Argentina, 16 de julho de 1922 - Mendoza, 30 de abril de 2012) foi um filósofo e historiador argentino. Ingressou na Universidade Nacional de Cuyo, onde se graduou em 1949, em Ciências da Educação, Professor de Ensino Médio e Superior de filosofia. Continuou seus estudos na Sorbonne, em Paris.
Voltou para a Argentina em 1955 e começou a ensinar filosofia na Universidade Nacional de Cuyo, com um interesse especial em filósofos locais. Esse interesse posteriormente foi expandido para filósofos nacionais e latino-americanos. 
Roig estudou o pensamento do filósofo alemão Karl Christian Friedrich  Krause, seu primeiro livro versou sobre a influência do pensador na Argentina. Autores como Arhens Batlle y Ordóñez, um pioneiro nos estudos do krausismo, Arturo Ardao e sua antropologia filosófica, Antonio Atienza e a história do krausismo espanhol. Fez a crítica do positivismo de Comte. 
Suas outras influências fundamentais são Platão, Marx, Freud, Nietzsche, Kant e Hegel versando sobre temas como a filosofia da América Latina, "invenção"  da categoria América Latina e a identidade cultural do continente
Escreveu sobre a filosofia do Equador, o bolivarianismo, o ecletismo de Victor Cousin, e o institucionalismo entre os krausistas.
Roig residiu no Equador por muitos anos, diretor fundador do Instituto de Estudos Latino Americanos da Universidade Pontifícia católica de Quito e pesquisador da Faculdade Latino Americana de Ciências Sociais, FLACSO. 
Roig foi diretor geral do Centro Regional de Pesquisas Científicas e Técnicas, CRICYT, e diretor fundador do Instituto de Ciências humanas, sociais e ambientais, INCIHUSA, na Argentina.
Muito prolífico, Roige é autor de uma grande obra.
</ref>

## Obra
- Los krausistas argentinos, 1969
- El espiritualismo argentino entre 1850 y 1900, 1972
- Platón o la filosofía como libertad y espectativa, 1972
- Esquemas para una historia de la filosofía ecuatoriana, 1977
- Teoría y crítica del pensamiento latinoamericano, 1981
- Filosofía, universidad y filósofos en América Latina, 1981
- El pensamiento social de Juan Montalvo, 1984
- El Humanismo ecuatoriano de la segunda mitad del siglo XVIII, 1984
- Bolivarismo y filosofía latinoamericana, 1984
- Narrativa y cotidianidad, 1984
- El pensamiento latinoamericano del siglo XIX, 1986
- La utopía del Ecuador, 1987
- Pensamiento filosófico de Hernán Malo González, 1989
- Historia de las ideas, teoría del discurso y pensamiento latinoamericano, 1991
- Rostro y filosofía de américa latina, 1993
- El pensamiento latinoamericano y su aventura, 1994
- Ética del poder y moralidad de la protesta, 1996
- La universidad cacia la democracia, 1998

## Homenagens
Na Argentina
- Distinción General José de San Martín 1994
- Profesor Honorario 1994 Universidad Nacional del Comahue
- Doctor Honoris Causa 1996 Universidad Nacional de Río Cuarto
- Premio Konex 1996: Ética
- Doctor Honoris Causa 2007 Universidad Nacional de San Luis

Cuba
- Visitante ilustre de la Universidad de las Villas 1993

Equador
- Condecoración al mérito cultural 1983
- Orden Nacional Honorato Vázquez 1992
- Profesor Honorario 1994 Universidad Andina Simón Bolívar

Nicaragua
- Doctor Honoris Causa 1994 Universidad Autónoma de Managua